# Pluimmuggen
De pluimmuggen of spookmuggen (Chaoboridae) zijn een familie uit de orde van de tweevleugeligen (Diptera), onderorde muggen (Nematocera). Wereldwijd omvat deze familie zo'n 33 genera en 89 soorten.

## In Nederland waargenomen soorten
- Genus: Chaoborus
  - Chaoborus crystallinus
  - Chaoborus flavicans
  - Chaoborus obscuripes
  - Chaoborus pallidus
- Genus: Mochlonyx
  - Mochlonyx fuliginosus
  - Mochlonyx triangularis
  - Mochlonyx velutinus